# Tomasz Kiciński
Tomasz Antoni Kiciński herbu Rogala (ur. 9 stycznia 1806 w Lechanicach, zm. 1882) – żołnierz, oficer powstania listopadowego, właściciel ziemski.

## Życiorys
Urodził się z ojca Stanisława Jerzego Kicińskiego (1777–1857) i matki Zofii Zaborowskiej. W armii Królestwa Polskiego służył jako sierżant 2 Pułku Strzelców Pieszych. Od wczesnych lat młodości przyjaźnił się m.in. z Piotrem Wysockim, późniejszym przywódcą Sprzysiężenia Wysockiego, które zainicjowało wybuch powstania listopadowego. Był słuchaczem Szkoły Podchorążych Piechoty w Warszawie.

## Powstanie listopadowe
Uczestniczył w wydarzeniach nocy listopadowej (29 XI 1830) – należał m.in. do grupy Wysockiego („Termopilan”), którzy zapoczątkowali powstanie listopadowe i zaatakowali pułki rosyjskie skoszarowane w okolicy Łazienek, jednak sam Kiciński dołączył do grupy nieco później, tj. dopiero w okolicach kościoła św. Krzyża, gdy podchorążowie zmierzali już do Arsenału. Do historii przeszedł głównie jako uczestnik strzelaniny przed pałacem Namiestnikowskim na Krakowskim Przedmieściu, w wyniku której śmierć ponieśli gen. Maurycy Hauke i płk Filip Meciszewski. Według niektórych relacji, w tym samego Piotra Wysockiego, podchorążowie oddali strzały do oficerów w odpowiedzi na zranienie Kicińskiego przez płk. Meciszewskiego.
Kiciński uzyskał awans do stopnia podporucznika w dniu 9 XII. Brał następnie udział w wyprawie gen. Antoniego Giełguda na Litwę. W czasie bitwy pod Ponarami (19 VI 1831) został ciężko ranny, a następnie dostał się – wraz z bratem Adamem Kicińskim – do niewoli. Dzięki staraniom rosyjskiego gen. Korffa, z którym łączyły ich więzi rodzinne, obaj trafili do szpitala w Wilejce.

## W niewoli
W szpitalu w Wilejce Kiciński przebywał do 30 III 1832, kiedy to został aresztowany pod zarzutem czynnego udziału w „rewolucji”, a następnie osadzony w więzieniu klasztoru dominikanów w Warszawie. 17 XII 1833 został skazany wyrokiem Najwyższego Sądu Kryminalnego na 4 lata ciężkiego więzienia, zamienionego później na 3 lata aresztanckich rot fortecznych. Został jednak oczyszczony z zarzutu podżegania do powstania. Jego obrońcą w procesie był mec. Jakub Józef Rudnicki z Warszawy. Kara więzienia została następnie wydłużona o kolejne kilka lat, które Kiciński spędził w rotach aresztanckich na Kaukazie, w Iszymie i Kursku. Wolność odzyskał w roku 1841, na mocy amnestii carskiej.

## Życie prywatne
Po zwolnieniu z aresztu powrócił do rodzinnych Lechanic. Po latach odnowił kontakty z Piotrem Wysockim, który także powrócił z zesłania i zamieszkał w nieodległej Warce. Kiciński był ponadto dziedzicem Białopola k. Hrubieszowa. W roku 1846 poślubił w Chełmie Teresę Bielską, z którą miał sześcioro dzieci. W 1857 uzyskał potwierdzenie szlachectwa.
Rodzina Kicińskich wywodziła się od Piusa Kicińskiego herbu Rogala, sekretarza króla Stanisława Augusta Poniatowskiego, a w bocznej linii od hr. Brunona Kicińskiego.